# Драган Антић (професор)
За остале употребе, погледајте Драган Антић (вишезначна одредница).
Драган Антић (Врање, 10. фебруар 1963) професор је аутоматике на Електронском факултету Универзитета у Нишу. Од 1. октобра 2012. је ректор Универзитета у Нишу.

## Биографија
Рођен је 10. фебруара 1963. године у Врању. Дипломирао је 1987. године на одсеку Енергетика и аутоматика, смер Процесна аутоматика, Електронског факултета у Нишу. Докторску дисертацију под називом „Системи променљиве структуре са пропорционално интегралним деловањем” одбранио је 1994. године на Електронском факултету у Нишу. За редовног професора Универзитета у Нишу изабран је 2005. године. На Електронском факултету у Нишу обављао је функције продекана за наставу (2000–2002) и продекана за финансије (2002–2004). Декан Електронског факултета у Нишу био је у три мандата (2004–2006, 2006–2009, 2009–2012).